# Riverside (Idaho)
Riverside es un lugar designado por el censo ubicado en el condado de Bingham en el estado estadounidense de Idaho. En el Censo de 2010 tenía una población de 838 habitantes y una densidad poblacional de 150,84 personas por km².

## Geografía
Riverside se encuentra ubicado en las coordenadas 43°11′48″N 112°26′8″O / 43.19667, -112.43556. Según la Oficina del Censo de los Estados Unidos, Riverside tiene una superficie total de 5.56 km², de la cual 5.56 km² corresponden a tierra firme y (0%) 0 km² es agua.

## Demografía
Según el censo de 2010, había 838 personas residiendo en Riverside. La densidad de población era de 150,84 hab./km². De los 838 habitantes, Riverside estaba compuesto por el 86.16% blancos, el 0% eran afroamericanos, el 1.43% eran amerindios, el 0.12% eran asiáticos, el 0% eran isleños del Pacífico, el 10.74% eran de otras razas y el 1.55% pertenecían a dos o más razas. Del total de la población el 15.04% eran hispanos o latinos de cualquier raza.